# Hardwired… to Self-Destruct
Hardwired… to Self-Destruct je desáté studiové album americké thrashmetalové skupiny Metallica. Vydáno bylo 18. listopadu roku 2016. Předchozí album nazvané Death Magnetic vyšlo v září 2008, jde tedy o nejdelší přestávku mezi jednotlivými studiovými alby kapely. První singl z alba byl vydán již v srpnu 2016.

## Seznam skladeb
| CD 1   | CD 1                | CD 1                         | CD 1  |
| Pořadí | Název               | Autor                        | Délka |
| ------ | ------------------- | ---------------------------- | ----- |
| 1.     | Hardwired           | James Hetfield • Lars Ulrich | 3:10  |
| 2.     | Atlas, Rise!        | Hetfield • Ulrich            | 6:30  |
| 3.     | Now That We're Dead | Hetfield • Ulrich            | 7:00  |
| 4.     | Moth into Flame     | Hetfield • Ulrich            | 5:52  |
| 5.     | Dream No More       | Hetfield • Ulrich            | 6:30  |
| 6.     | Halo on Fire        | Hetfield • Ulrich            | 8:16  |

| CD 2           | CD 2               | CD 2                                | CD 2  |
| Pořadí         | Název              | Autor                               | Délka |
| -------------- | ------------------ | ----------------------------------- | ----- |
| 1.             | Confusion          | Hetfield • Ulrich                   | 6:42  |
| 2.             | ManUNkind          | Hetfield • Ulrich • Robert Trujillo | 6:56  |
| 3.             | Here Comes Revenge | Hetfield • Ulrich                   | 7:18  |
| 4.             | Am I Savage?       | Hetfield • Ulrich                   | 6:30  |
| 5.             | Murder One         | Hetfield • Ulrich                   | 5:46  |
| 6.             | Spit Out the Bone  | Hetfield • Ulrich                   | 7:10  |
| Celková délka: | Celková délka:     | Celková délka:                      | 77:42 |

## Obsazení
- James Hetfield – zpěv, kytara
- Lars Ulrich – bicí
- Kirk Hammett – kytara
- Robert Trujillo – baskytara